# Acquarica di Lecce
Acquarica di Lecce è una frazione di 1 009 abitanti del comune di Vernole in provincia di Lecce.

## Geografia fisica
Acquarica di Lecce è una delle cinque frazioni appartenenti al territorio comunale di Vernole. È situata a nord-est del comune capoluogo da cui dista 2 km e a 5 km da Torre Specchia Ruggeri sul mare Adriatico. L'abitato sorge a 37 m s.l.m.  Nelle campagne che lo circondano, suddivise in piccoli appezzamenti delimitati da muri a secco, è diffusa la coltivazione dell'olivo e il terreno presenta formazioni geologiche calcaree che risalgono al Miocene.

## Storia
La zona di Acquarica di Lecce fu abitata sin dal IV e III secolo a.C. dai Messapi. Ne sono testimonianza i ritrovamenti di Pozzo Seccato e le tombe a grotticella. I primi documenti scritti sull'esistenza del casale di Acquarica risalgono al periodo normanno, ai secoli XI e XII. Con l'arrivo dei Normanni il casale fu concesso in feudo alla Chiesa di Lecce nel 1115 da Goffredo, figlio e omonimo di Goffredo d'Altavilla. Il 27 febbraio 1533, Gian Giacomo dell'Acaya lo vendette per seimila ducati a Gian Mario Guarino. Nel 1578 il feudo ritornò in pieno possesso della Chiesa leccese. Successivamente appartenne alle famiglie Palagano e Bozzi-Colonna fino all'eversione della feudalità (1806). Nel 1866, con l'unificazione dell'Italia e la fine del dominio borbonico, Acquarica venne aggregata al Comune di Vernole insieme ai Comuni di Acaya, Pisignano, Strudà e Vanze.

## Monumenti e luoghi d'interesse

### Architetture religiose

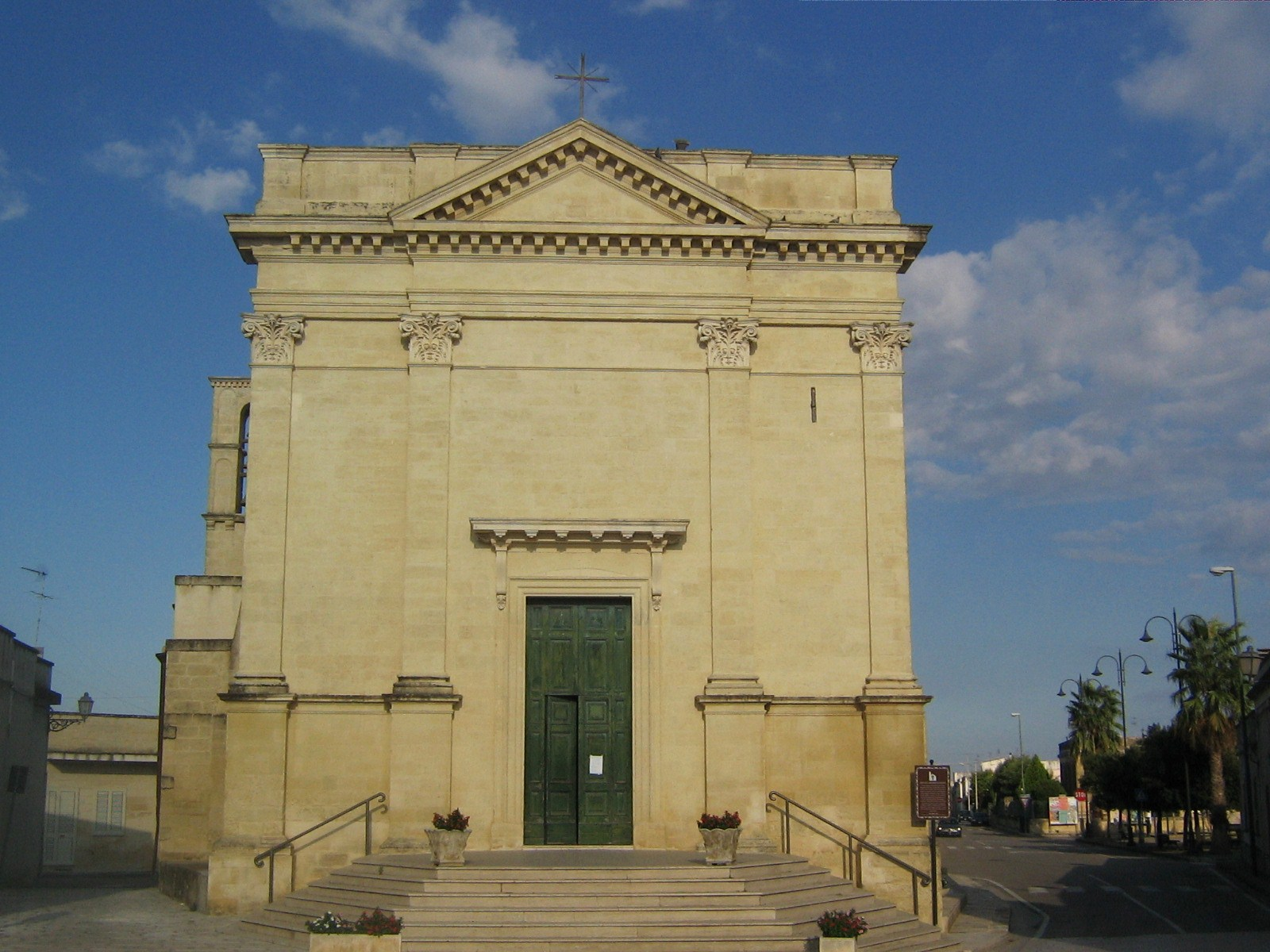
Chiesa madre

#### Chiesa di San Gregorio Nazianzeno
La chiesa Madre di San Gregorio Nazianzeno fu fatta edificare nel 1904 da Monsignor Leone Greco, al posto della vecchia, più piccola e mal ridotta. Dell'antico edificio conserva il campanile del 1525 e due tele, della Madonna del Rosario e di san Gregorio Nazianzeno. La facciata neoclassica è tripartita da paraste corinzie ed è coronata da una cornice e da un timpano decorati con un motivo a dentelli. L'interno è a pianta rettangolare a navata unica, con volta a crociera. Lateralmente si aprono quattro brevi cappelle mentre il presbiterio accoglie l'altare maggiore in marmo sovrastato da un quadro in cartapesta ad altorilievo che raffigura Gesù e San Gregorio.

#### Altre chiese
- Cappella della Madonna della Pietà, fu edificata tra la fine del XVII e l'inizio del XVIII secolo. Conserva due statue in cartapesta della Madonna con Gesù morto sulle ginocchia e della Madonna Desolata.
- Cappella della Madonna del Buon Consiglio, fu riedificata nella prima metà del XX secolo su un preesistente edificio in cui si conservava un'icona della Madonna col Bambino. Fu inaugurata nel 1931.

### Architetture militari

#### Castello
Il Castello venne edificato nel 1549 dall'architetto Gian Giacomo dell'Acaya su commissione del Barone di Acquarica, Giovanni Maria Guarino, con l'obiettivo di creare una struttura fortificata che difendesse il casale dalle invasioni turche. Dal punto di vista strutturale, l'edificio ha pianta rettangolare e sorge sulla parte più alta del paese, per permettere il controllo della costa direttamente dal suo terrazzo. Al piano terra si trova un unico locale avente due porte d'accesso e una scala che permetteva di raggiungere il primo piano. All'esterno del primo piano, sui lati nord e sud, presenta due caditoie; sotto quella situata sul lato nord vi è scolpito lo stemma della famiglia Guarino. Di notevole pregio e fattura è il pavimento del primo piano. Caratteristici sulla terrazza sono i muri perimetrali adibiti a colombaia e la presenza di una piccola torre di avvistamento. È probabile che il castello fosse dotato anche di ponte levatoio, fossato e mura di recinzione, anche se solo di queste ultime è rimasta evidente traccia. A testimonianza dello scopo per cui esso fu costruito, si sottolinea il ritrovamento di una lapide in marmo (ora affissa sulla facciata laterale dell'edificio scolastico) riportante, in lingua latina, la seguente dicitura: "Per allontanare le incursioni dei Turchi e per proteggere gli abitanti del villaggio dai nemici, dietro autorizzazione di Ferrante Loffredo, marchese di Trevico e governatore di Terra d'Otranto, Giovanni Maria Guarino edificò questa piccola rocca nell'anno 1549".

### Altro
Colonna di San Gregorio Nazianzeno - è stata realizzata dalla Pro Loco di Acquarica di Lecce e inaugurata il 3 agosto 2003. Il monumento, alto 7 metri, è stato realizzato in pietra leccese dall'artista salentino Giuseppe Corrado.

### Siti archeologici

#### Fattoria Messapica di Pozzo Seccato

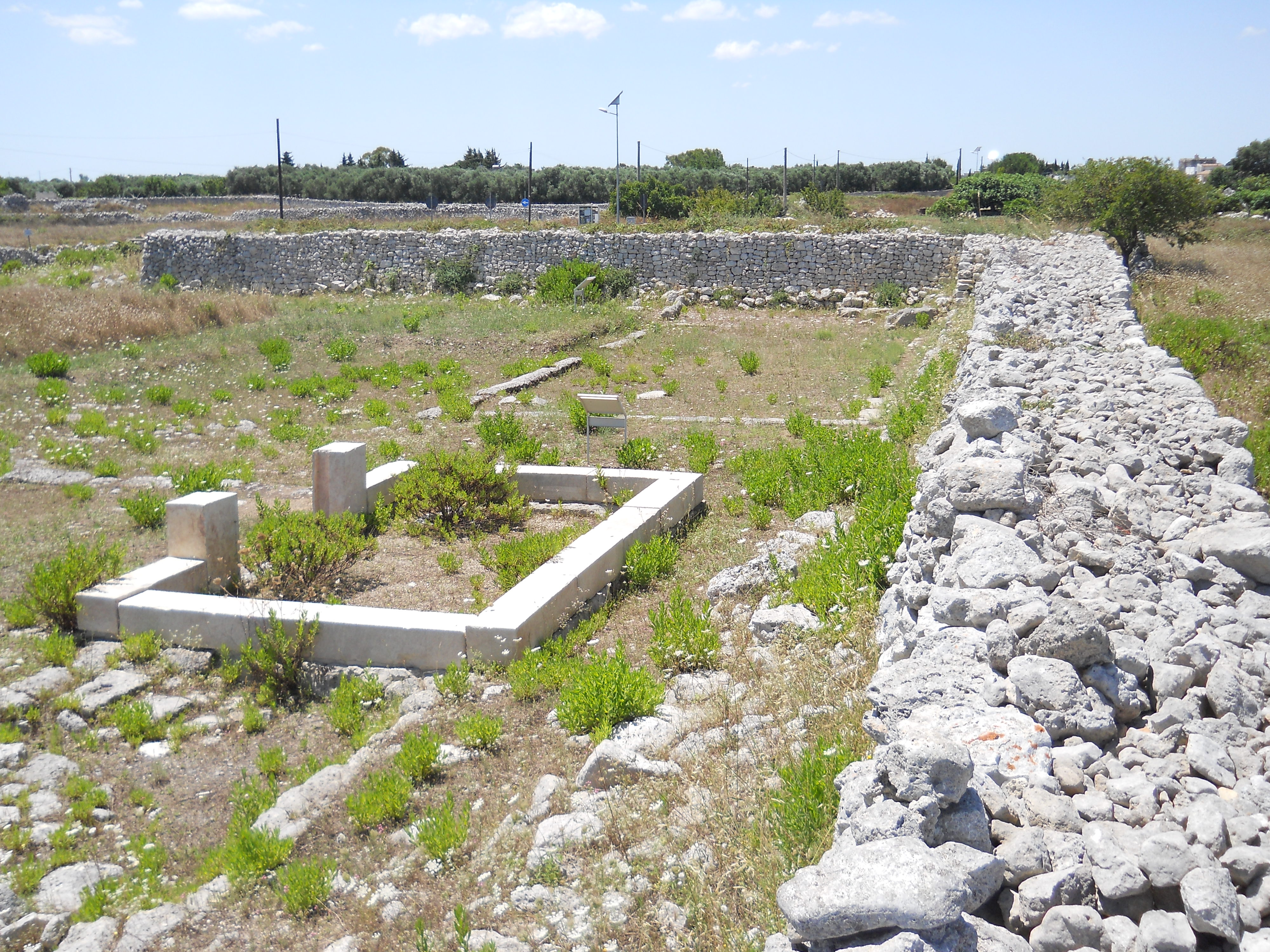
Pozzo Seccato

L'insediamento messapico di Pozzo Seccato consiste in una vera e propria masseria fortificata costruita alla fine del IV secolo a.C., completamente circondata da un grande muro di fortificazione, largo poco meno di 4 metri, in pietre a secco foderato all'esterno da una cortina di grandi blocchi di calcari squadrati. All'interno dell'area è stato portato alla luce un edificio residenziale con ambienti adibiti alla vita quotidiana (cucina, dispensa, ecc.) e altri vani invece dedicati a produzioni artigianali. Nella parte centrale, l'edificio era provvisto di una torre a due piani che permetteva di osservare il territorio circostante fino al mare. Un altro grande vano lungo 16 metri e largo circa 8, collocato a ridosso delle fortificazioni ad Ovest dell'edificio principale, doveva avere la funzione di magazzino per la conservazione delle derrate agricole. Sul lato orientale della fortificazione era presente la porta d'ingresso all'insediamento su cui si affaccia anche un piccolo vano di controllo del transito. L'area venne definitivamente abbandonata verso gli inizi del I secolo d.C..

## Cultura

### Eventi
Sagra del Peperone - agosto, nel 2017 si è svolta la 38ª edizione.